# Ajándék-barlang
Az Ajándék-barlang Magyarország fokozottan védett barlangjai közül az egyik. A Duna–Ipoly Nemzeti Parkban, a Pilis hegységben lévő Csévi-szirteken található. Magyarország hetedik legmélyebb barlangja. A Pilis hegység legmélyebb és második leghosszabb barlangja az Ariadne-barlangrendszer után.

## Leírás
Pilisszentlélek külterületén van. A Csévi-szirtek legmagasabban nyíló barlangja. A Juventusz-barlang bejáratától kb. 100 m-rel magasabban van a nehezen észrevehető bejárata. 596 m tengerszint feletti magasságban nyílik. Turistatérképek is jelzik a barlang helyét.
Hossza 2720 m és függőleges kiterjedése 181,2 m (180 m mély és 1,2 m magas). A felső triász dachsteini mészkőben karsztvízszint alatti oldódással alakult ki a barlang. A Pilis hegység barlangjainak cseppköves barlangtermei közül az Ajándék-barlang termei leggazdagabbak cseppkövekben. A lezárt barlang a Duna–Ipoly Nemzeti Park Igazgatóság engedélyével látogatható. Jelenleg is kutatva van.
Előfordul irodalmában Ajándék barlang (Lendvay 1973) és Feri ajándéka-barlang (Lorberer 1973) neveken is. A barlangot először ismerő Urbanics Ferenc nevéről lett elnevezve. 1976-ban volt először Ajándék-barlangnak nevezve a barlang az irodalmában.

## Kutatástörténet
A barlangra a Budapesti X. kerületi Természetbarát SK turistáinak és a Magyar Karszt- és Barlangkutató Társulat egyéni kutatóinak a figyelmét 1968-ban Urbanics Ferenc piliscsévi lakos hívta fel, de a benne talált lőszerből és derékszíj-darabokból ítélve a háború alatt is ismert volt. 1973-ban jelent meg a barlangról az első írott tájékoztatás és ekkor kapott egy nevet is. A leírás szerint kb. 12 m hosszú és kb. 5 m mély. A három teremből és gömbfülkékből álló barlangban cseppköveket, borsóköveket, lublinitkristályokat és hegyitejet figyeltek meg. 1973-ban kezdte bontani a Kőbányai Barlangkutató és Hegymászó Szakosztály. A Fényes Elek Barlangkutató Szakosztály 1973. évi jelentésében szó van arról, hogy a Pilis hegyen lévő Ajándék barlang feltárása Dévay József vezetésével történt. A barlangra a figyelmet Urbanics Ferenc hívta fel. A továbbjutást pillanatnyilag nagy sziklaomlás akadályozza. A barlang 12 m hosszú.
Az 1974-ben megjelent Pilis útikalauz című könyvben, a Pilis hegység és a Visegrádi-hegység barlangjainak jegyzékében (19–20. old.) meg van említve, hogy a Pilis hegység és a Visegrádi-hegység barlangjai között van az Ajándék-barlang. A Pilis hegység barlangjait leíró rész szerint a Juventusz-barlang felett, kb. 100 m-rel magasabban van a tág Ajándék-barlang bejárata. Minden bizonnyal a háborúban benne elbújt katonák hátrahagyott nyomai a barlangban talált régi lőszerhüvelyek. 1976-ban a Budapesti Sport Egyesületnek volt kutatási engedélye a barlang kutatásához. Az 1976-ban befejezett Magyarország barlangleltára című kéziratban az olvasható, hogy a Pilis hegységben, a Pilis-vonulatban helyezkedik el a Feri ajándéka-barlang. A településtől ÉK-re, 40°-ra 3 km-re, a Csévi-szirtek tetejétől ÉÉK-re, 17°-ra 500 m-re, kb. 600 m tszf. magasságban van a bejárata. A Juventusz-barlang felett kb. 100 m-re található. Hideg- és részben hévizes keletkezésű karsztbarlang. A kézirat barlangra vonatkozó része 1 irodalmi mű alapján lett írva.
1981-ig kutatták a kőbányai szakosztály barlangkutatói. Ebben az időszakban mintegy 20 m vált ismertté a barlangból, és abból nagy mennyiségű kőtörmeléket távolítottak el. Az 1984-ben megjelent Magyarország barlangjai című könyv országos barlanglistájában szerepel a Pilis hegység barlangjai között a barlang Ajándék-barlang néven Feri ajándéka-barlang névváltozattal. A listához kapcsolódóan látható a Dunazug-hegység barlangjainak földrajzi elhelyezkedését bemutató 1:500 000-es méretarányú térképen a barlang földrajzi elhelyezkedése. A Kárpát József által 1991-ben írt összeállításban meg van említve, hogy az Ajándék-barlang (Piliscsév) 8 m hosszú és ismeretlen mélységű. 1997 óta az Ariadne Karszt- és Barlangkutató Egyesület kutatja a barlangot.

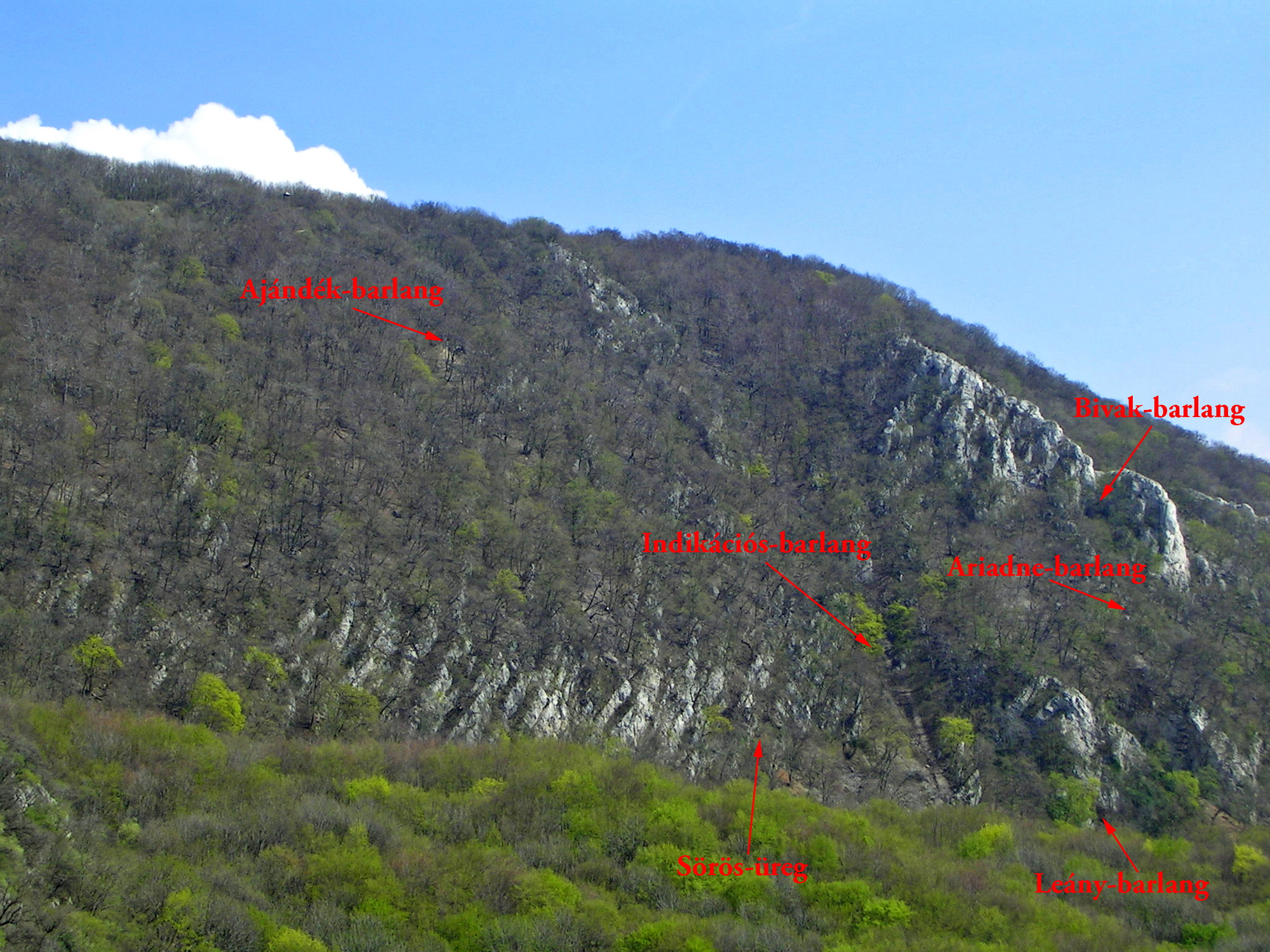
A Csévi-szirteken lévő néhány barlang bejáratának elhelyezkedése

Az Ariadne Karszt- és Barlangkutató Egyesület 1998. évi jelentésében szó van arról, hogy az egyesület kutatási engedélyt kért a Csévi-szirteken nyíló Ajándék-barlang kutatásához. Az egyesület tagjai megkezdték a feltáró kutatást a barlangban, ahol nehéz körülmények között 10 m-t tudtak előrejutni. Egyre valószínűbbnek tűnik, hogy a Csévi-szirteken ismert rendszer régen összefüggő járatrendszert alkothatott, amely a pleisztocén előtt szabdalódott szét. A járatok freatikus zónában jöttek létre, a nagy barlangok zónájának tetőszintje kb. 450–470 m-en lehet. Egy magasabb zónát jelez a 620 m-en nyíló Ajándék-barlang, a tetőzónát pedig a 710 m-en található, hasonló formakincsű Gyula-pihenője-barlang jelenti. Figyelembe véve, hogy a Csévi-szirtek Ny-i oldalában ismert polje egy szétnyíló törésre utal, melyet a Leány-barlang járatai megközelítenek, nem tűnik már utópiának, hogy itt helyezkedik el Magyarország legmélyebb barlangrendszere (csak fel kell tárni).
A 2000. évi Karsztfejlődésben meg van említve, hogy a 600 m tszf. magassági szinten, néhány kisebb üreg mellett nyílik az Ajándék-barlang, melyben található kalcitlemez tömb, ezért itt kimutathatók egy egykori vízszint nyomai. A tanulmányban van egy ábra, amelyen látható a Pilis hegységben található néhány barlang és édesvízi mészkő előfordulás földrajzi elhelyezkedése. Az ábrán megfigyelhető, hogy az Ajándék-barlang (a rajzon Ajándék a neve) mekkora függőleges kiterjedésű és mekkora tszf. magasságban helyezkedik el. 2003-ban a sok cseppkő megóvása miatt le lett zárva. Légnyomjelzéses vizsgálattal (gáz beeresztése, majd mintavételek) ki lett mutatva, hogy az Ajándék-barlang az Ariadne-barlangrendszer felső bejárata.
A 2003-ban kiadott Magyarország fokozottan védett barlangjai című könyvben lévő, Egri Csaba és Nyerges Attila által készített hosszúsági lista szerint a Pilis hegységben lévő és 4840-83 barlangkataszteri számú, 2002-ben 300 m hosszú Ajándék-barlang Magyarország 77. leghosszabb barlangja 2002-ben. 2005. szeptember 1-től a környezetvédelmi és vízügyi miniszter 22/2005. (VIII. 31.) KvVM rendelete szerint a Duna–Ipoly Nemzeti Park Igazgatóság működési területén, a Pilis hegységben található Ajándék-barlang a felügyelőség engedélyével látogatható. 2005. szeptember 1-től a környezetvédelmi és vízügyi miniszter 23/2005. (VIII. 31.) KvVM rendelete szerint a Pilis hegységben lévő Ajándék-barlang fokozottan védett barlang.

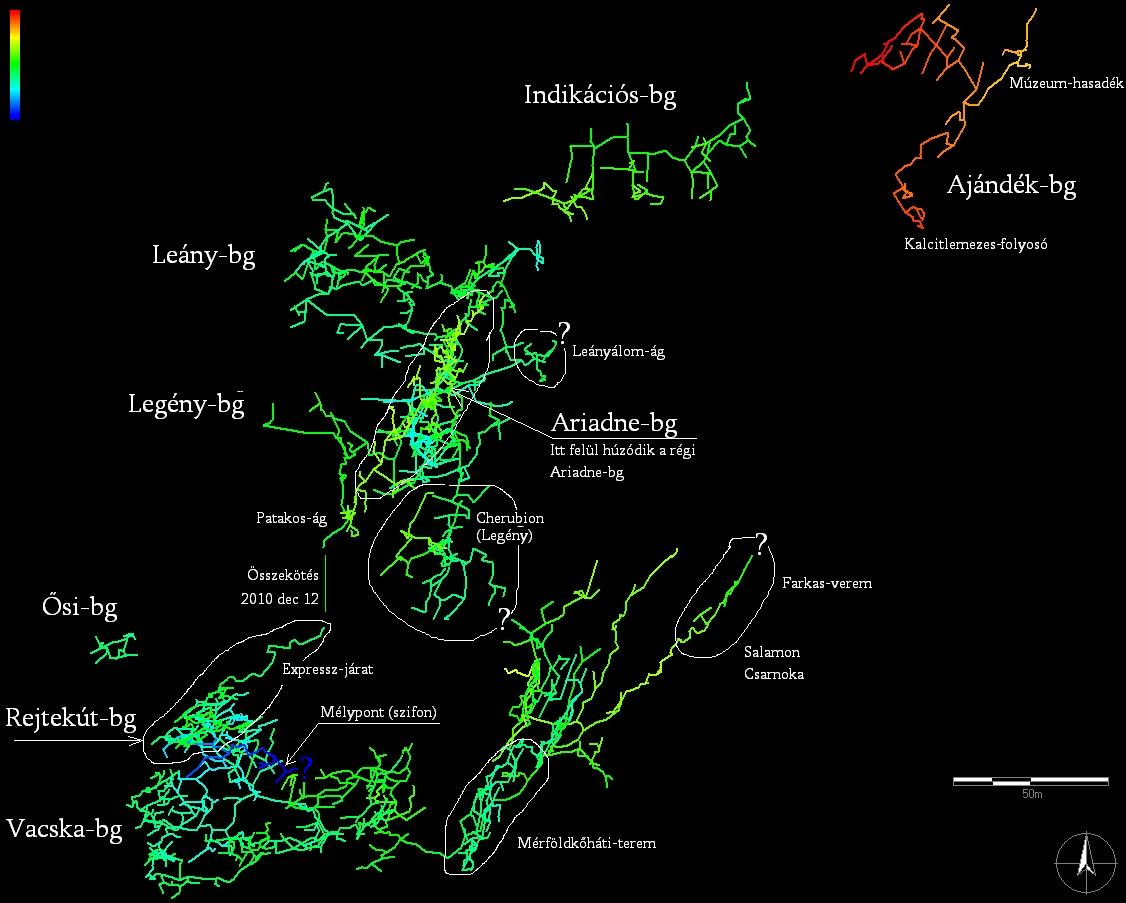
A Csévi-szirtek hosszú barlangjainak poligontérképe

A 2005-ben megjelent Magyar hegyisport és turista enciklopédia című könyvben önálló szócikke van a barlangnak. A könyv szerint 2002-ben tárták fel sok éven át tartó bontómunkával az Ariadne Karszt- és Barlangkutató Egyesület tagjai az Ajándék-barlangot, amely a Pilis hegység egyik cseppkövekben leggazdagabb védett természeti értéke. A Csévi-szirteken, 596 m tszf. magasságban van a bejárata. Bejárásához engedély szükséges, de a barlang jelenleg nem járható, mert a bejárati rész beomlott. Triász mészkőben karsztvízszint alatti oldódással jött létre a 300 m hosszú és 50 m mély barlang. Az egyesület egyik legjelentősebb eredménye a barlang 200 m hosszú részének feltárása 2002-ben, felmérése és dokumentációjának elkészítése. A Csévi-szirt üregei szócikk szerint a Csévi-szirtek három legjelentősebb barlangja közül az egyik a 200 m hosszú Ajándék-barlang.
A 2006. évi MKBT Tájékoztatóban közölve lett, hogy a Pilis hegységben elhelyezkedő Ajándék-barlang fokozottan védett barlang lett. 2007. március 8-tól a környezetvédelmi és vízügyi miniszter 3/2007. (I. 22.) KvVM rendelete szerint a Duna–Ipoly Nemzeti Park Igazgatóság működési területén lévő Pilis hegységben elhelyezkedő Ajándék-barlang az igazgatóság engedélyével tekinthető meg. A 2008. évi MKBT Tájékoztatóban megjelent hírben meg van említve, hogy az Ariadne Karszt- és Barlangkutató Egyesület a Csévi-szirtek ismert barlangjainak hosszát jelentősen növelte, pl. a jelenleg 370 m hosszú Ajándék-barlangét. A 2010. évi Karszt és Barlangban lévő publikáció szerint gáznyomjelzéses vizsgálattal ki lett mutatva, hogy az 540 m hosszú Ajándék-barlang összeköttetésben van az Ariadne-barlangrendszerrel. A kutatás egyik fő célja a kapcsolat feltárása. A Magyar Karszt- és Barlangkutató Társulat 2012. évi barlangnapján az egyik, barlangtúrázásra ajánlott barlang volt az Ajándék-barlang, amelyben csak elektromos lámpával lehetett közlekedni.
2013. július 19-től a vidékfejlesztési miniszter 58/2013. (VII. 11.) VM rendelete szerint az Ajándék-barlang (Pilis hegység, Duna–Ipoly Nemzeti Park Igazgatóság működési területe) az igazgatóság hozzájárulásával látogatható. A 2014. március–áprilisi MKBT Tájékoztatóban Kovács Richárd beszámolt arról, hogy a barlangban 1 km hosszú ismeretlen járatot fedezett fel az egyesület denevérek útmutatását felhasználva. A felfedezésről szóló tájékoztatás mellett bemutatta írásban és képekben az új részt. 2015. november 3-tól a földművelésügyi miniszter 66/2015. (X. 26.) FM rendelete szerint az Ajándék-barlang (Pilis hegység) fokozottan védett barlang. A 2016. évi 60. Barlangnapon a legnépszerűbb túra a barlang mélypontjára vezető túra volt. 2021. május 10-től az agrárminiszter 17/2021. (IV. 9.) AM rendelete szerint az Ajándék-barlang (Pilis hegység, Duna–Ipoly Nemzeti Park Igazgatóság működési területe) az igazgatóság engedélyével látogatható. A 13/1998. (V. 6.) KTM rendelet egyidejűleg hatályát veszti.

## További irodalom
- Kovács Richárd: 1 km új rész az Ajándék-barlangban. MKBT Tájékoztató, 2014. március–április. 9–10. old.
- Slíz György: Ajándék-barlang. In: Slíz György: Felfedezések a föld alatt. Magyarország új barlangjai 2003–2013. Budapest, 2014. 122–133. old. ISBN 9789630884730

## További információ
- Ajándék-barlang
- Országos Barlangnyilvántartás